# NGC 243
NGC 243 је спирална галаксија у сазвежђу Андромеда која се налази на NGC листи објеката дубоког неба.
Деклинација објекта је + 29° 57' 35" а ректасцензија 0h 46m 0,7s. Привидна величина (магнитуда) објекта NGC 243 износи 13,7 а фотографска магнитуда 14,6. NGC 243 је још познат и под ознакама MCG 5-2-43, CGCG 500-82, CGCG 501-1, PGC 2687.